# Assia bint Muzahim
Pour les articles homonymes, voir Assia.
Assia, Asiya (arabe : آسِيَا) ou Asiyah (arabe : آسِيَة) ou aussi Asiya bint Muzahim (arabe : آسِيَا ٱبْنَت مُزَاحِم) était, selon la tradition islamique, la grande épouse royale du Pharaon de l'Exode et la mère adoptive de Moussa (Moïse). Elle joue un rôle similaire à celui de la fille de Pharaon dans la Bible, « ce qui est évidemment dû à une confusion ».
Les musulmans lui vouent une grande estime car elle fait partie des quatre femmes les plus illustres de tous les temps ; selon un récit prophétique du Sahih al-Bukhari, elle est la deuxième plus illustre,. Après avoir adopté Moïse, certains estiment qu'elle a secrètement embrassé le monothéisme après avoir vu les miracles opérés par Moussa à la cour du pharaon. D'après la tradition islamique, Assia adorait Dieu en secret car elle craignait son époux. Celui-ci, s'étant aperçu de sa conversion au monothéisme, la torture à mort car elle s'est révoltée contre sa tyrannie.